# Weltersburg

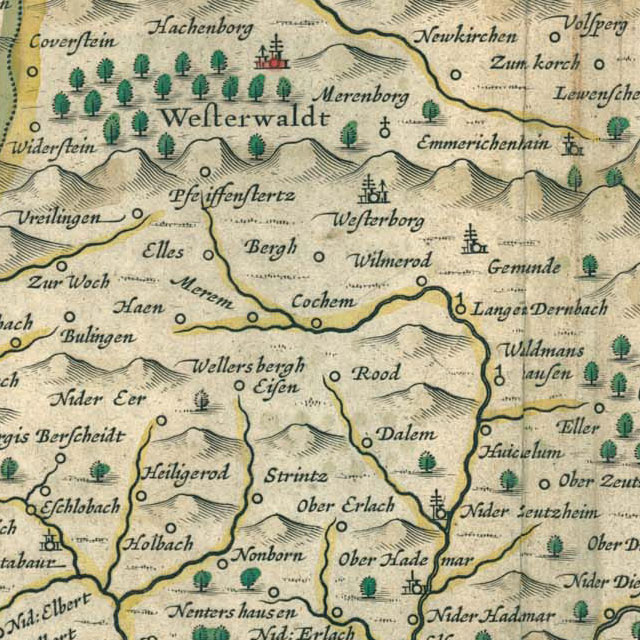
Weltersburg (Wellersbergh) in einem Auszug aus der Nassovia Comitatus, Kupferstich, gestochen von Salomon Rogiers, verlegt bei Blaeu, vermutlich 1641

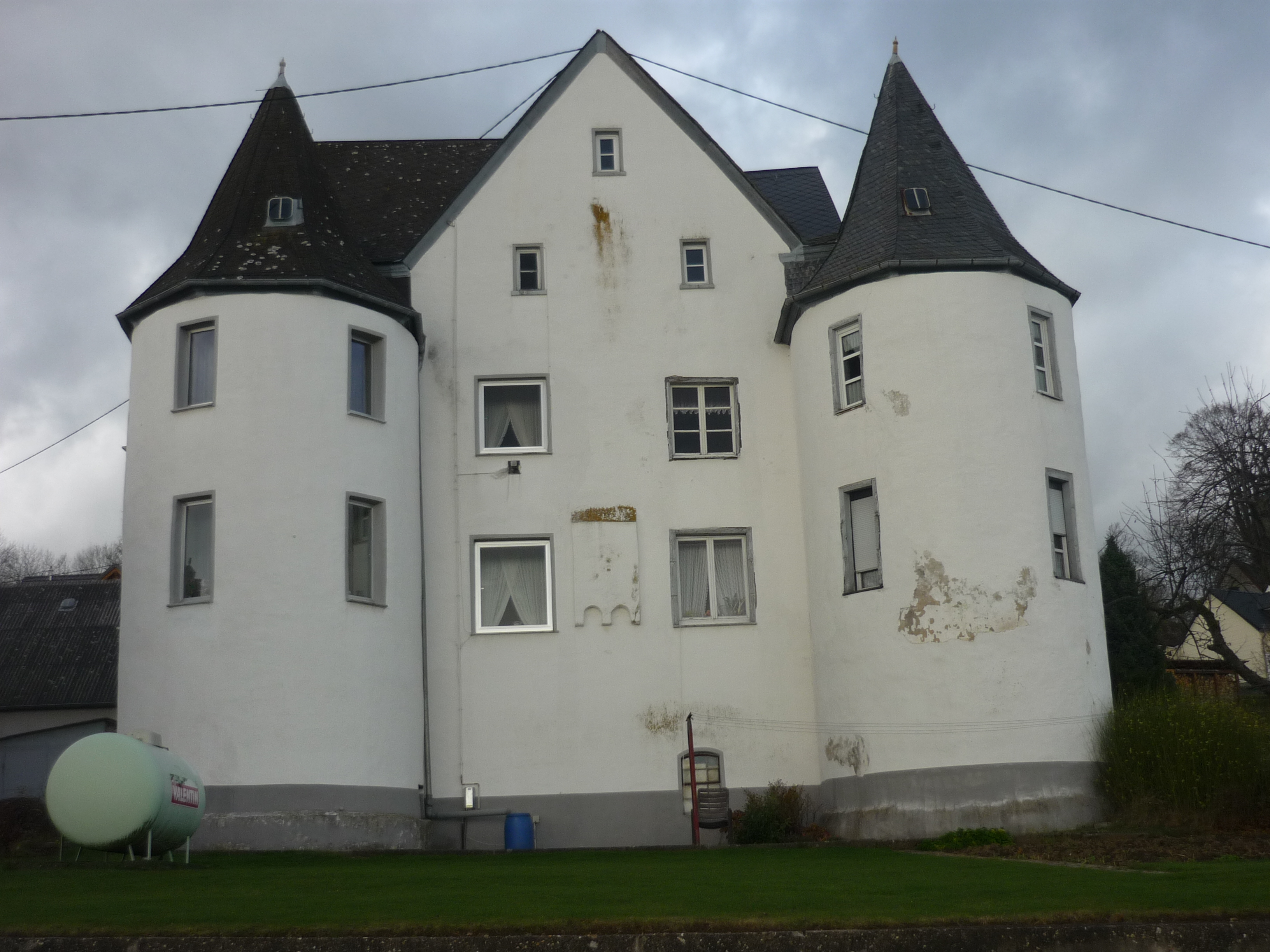
Reifenberger Schlösschen in Weltersburg

Weltersburg ist eine Ortsgemeinde im Westerwaldkreis in Rheinland-Pfalz. Sie gehört seit 1972 der damals neu gebildeten Verbandsgemeinde Westerburg an.

## Geographische Lage
Weltersburg liegt vier Kilometer südöstlich von Westerburg am Hang des Küppel (436 m), der heute auch Burgberg genannt wird. Die ehemalige Schutzburg ist mittlerweile bis auf wenige Ruinen verfallen.

## Geschichte
Im 11. Jahrhundert wurde auf einer 435 m hohen Basaltkuppe eine Burg errichtet, wohl als salische Reichsburg, die zusammen mit der Burg Molsberg und der Burg Hartenfels die Köln-Frankfurter-Straße sicherte.
1220 wurde ein Wigand von Weltersburg (Weltirsberch) als Zeuge in einer Urkunde Heinrichs II. von Isenburg erwähnt. Die Burg in Weltersburg gehörte wohl zur Hälfte den Grafen von Sayn, die andere Hälfte war im Besitz der Herren von Isenburg. Burgmannen waren unter anderem die von Ottenstein, die von Reifenberg, die von Brambach, die von Grauesel und die von Neuroth.
Durch eine Urkunde vom 16. Dezember 1314 verlieh Ludwig der Bayer Weltersburg das Wetzlarer Stadtrecht. Weltersburg hatte ein Stadtgericht, spätestens 1539 auch Mauer und Graben, deren Überreste heute noch vereinzelt zu sehen sind, aber ein städtischer Markt ist nicht nachgewiesen.
1331 trug Gerlach von Isenburg seinen allodialen Teil der Burg und ihres Zubehörs Erzbischof Balduin von Trier als Lehen auf und machte ihn zum Offenhaus gegen jeden außer die Grafen von Sayn. 1354 hatte ein saynischer Amtmann seinen Sitz in Weltersburg. 1356 gelangte Weltersburg als Mitgift an die Herrschaft Westerburg. In einer Fehde mit den Grafen von Katzenelnbogen wurde den Bürgern von Weltersburg 1413 Schaden zugefügt und Weltersburg eingenommen. 1423 wurde Weltersburg erneut erobert und 1425 ein Burgfrieden eingerichtet. Durch die Einlösung verschiedener Pfandschaften konnte die Herrschaft Westerburg 1489 ganz Weltersburg in ihren Besitz bringen. Im Verlauf des 16. Jahrhunderts gelang es Kurtrier dann, Westerburg aus der Hoheit über Weltersburg und dessen Umgebung zu verdrängen.
Die Burg Weltersburg war 1581 anscheinend bereits in schlechtem Zustand und bis 1670 völlig verfallen. Um 1552 ließ Philipp von Reifenberg das sogenannte Reiffenberger Schlösschen errichten.
Die Kapelle im Ort ist seit 1325 nachweisbar. 1518 wurde ein Erweiterungsbau geweiht. 1425 wurde erstmals die Kapelle St. Leonhard außerhalb von Weltersburg genannt, die 1824 abgerissen und 1863 an gleicher Stelle neu errichtet wurde.
Die ältesten Daten zur Bevölkerungsstärke stammen aus dem Jahr 1619, als 17 Ehepaare, drei Witwer und drei ledige Männer gezählt wurden.

## Religion
73 % der Einwohner von Weltersburg sind katholisch, 10 % evangelisch. Die Katholiken gehören der Pfarrei Liebfrauen in Westerburg im Bistum Limburg, die in Weltersburg eine Filialkirche unterhält. Für die Evangelischen ist die Kirchengemeinde Willmenrod der Evangelischen Kirche in Hessen und Nassau zuständig.

## Politik

### Bürgermeister
Gisela Benten wurde bei der Direktwahl am 26. Mai 2019 mit einem Stimmenanteil von 69,64 % für weitere fünf Jahre in ihrem Amt als Ortsbürgermeisterin von Weltersburg bestätigt. Sie wurde im Juni 2024 wiedergewählt.

## Kultur und Sehenswürdigkeiten
Am Küppel ist bei der alten Burganlage ein Aussichtspunkt eingerichtet, von dem man einen guten Blick in das Elbbachtal bis hin zum Taunus hat.

### Bauwerke
Westlich vom Ortskern liegt das Reifenberger Schlösschen, ein stattliches Wohnhaus, in dem unter anderem schon Generalfeldmarschall Blücher gastierte. Die malerische Baugruppe des 17. Jahrhunderts mit spätgotischem Kern war von 1384 bis 1671 Burgmannensitz einer Linie derer von Reifenberg.
In der Ortsmitte steht das Wahrzeichen von Weltersburg, ein Windrad der Sächsischen Stahlwindmotoren-Fabrik, das 1912 zur Wasserförderung in Betrieb genommen worden ist. Es handelt sich um ein Windrad mit festen Rotorblättern und einer Eklipse-Regelung, die die Sturmsicherheit garantiert. Über ein Gelenk zwischen Generator und Windfahne wird der Rotorkopf ab einer bestimmten Windgeschwindigkeit zunehmend aus dem Wind gedrückt und dadurch die Leistung reduziert. Die Anlage machte den Ort unabhängig von den Wasserversorgung durch die Nachbargemeinden. Das Windrad ist seit 1966 nicht mehr in Betrieb.
Am Rande von Weltersburg liegt die St. Leonhardskapelle, die zu Erntedank Ziel einer Reiterprozession ist.

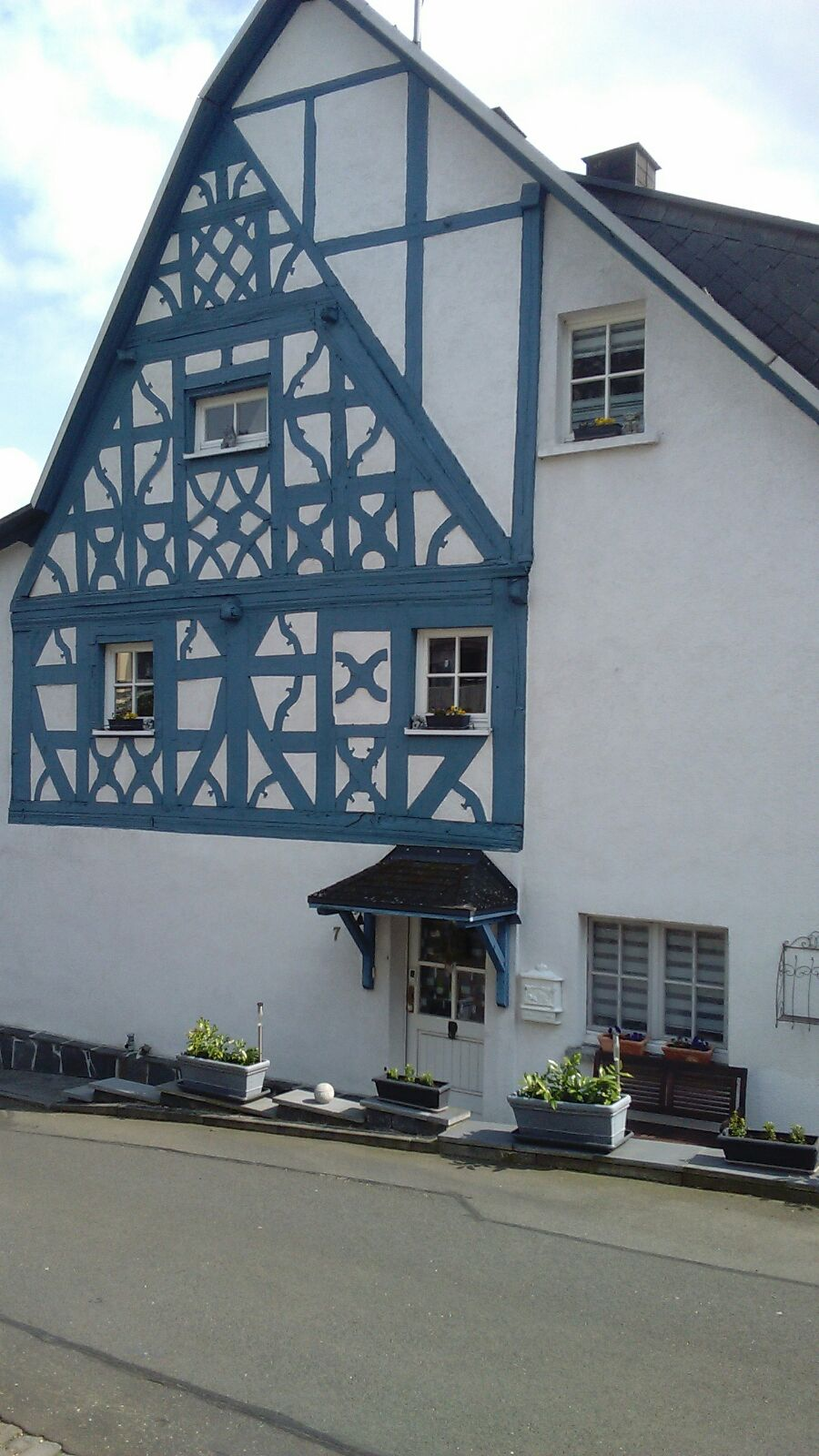
Historisches Fachwerkhaus um 1700 erbaut
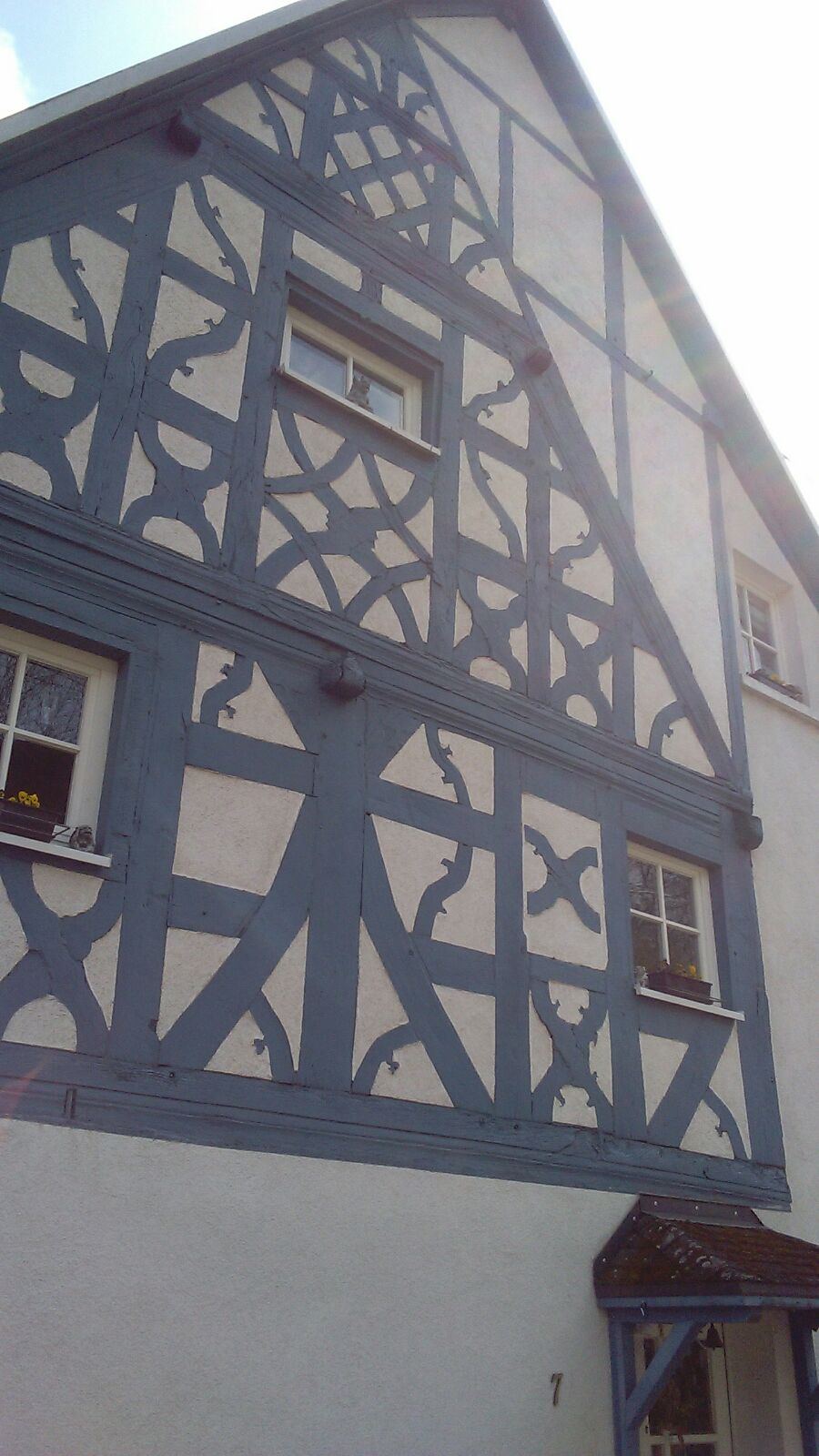
Historisches Fachwerkhaus um 1700 erbaut
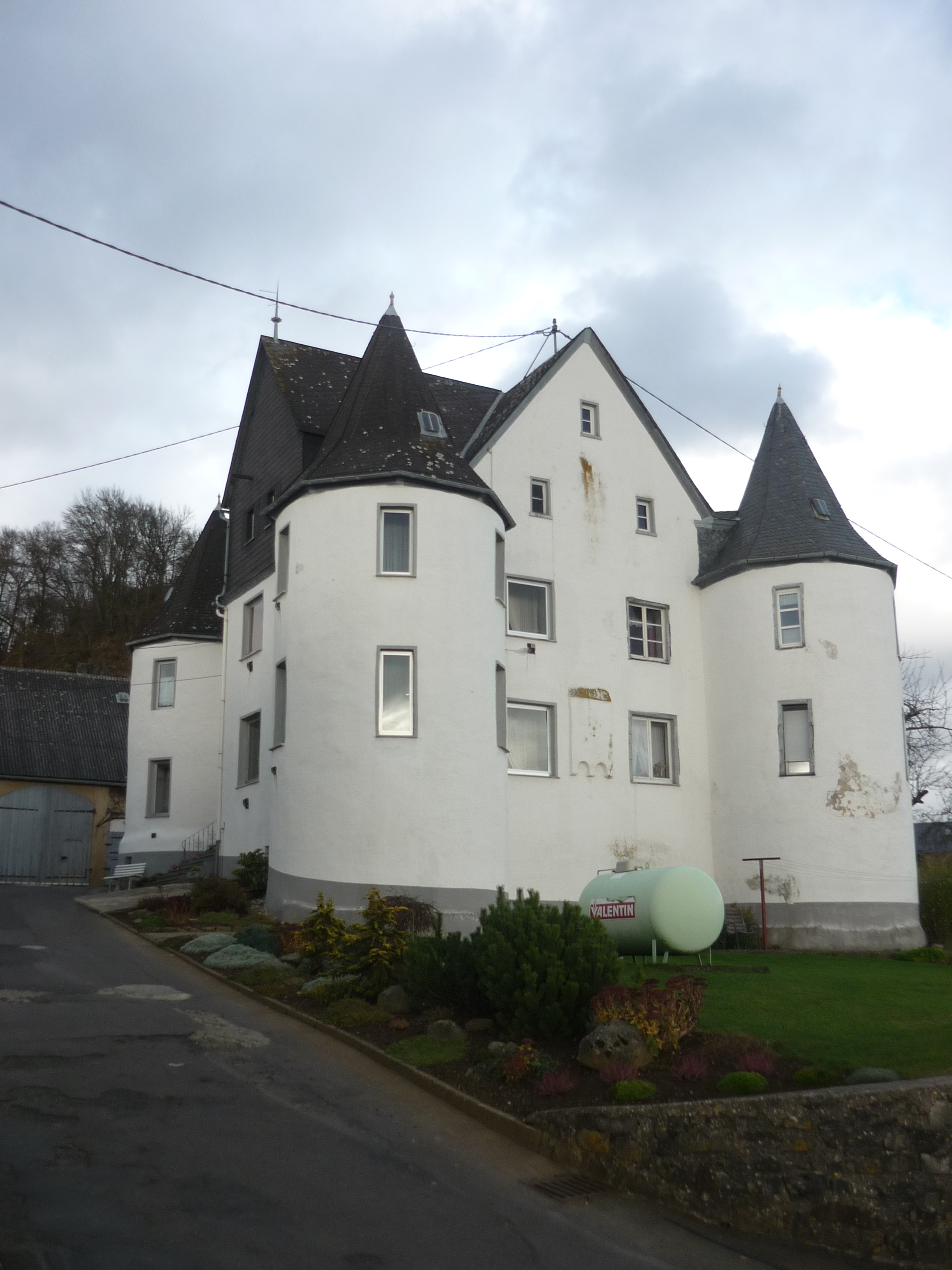
Reifenberger Schlösschen in Weltersburg
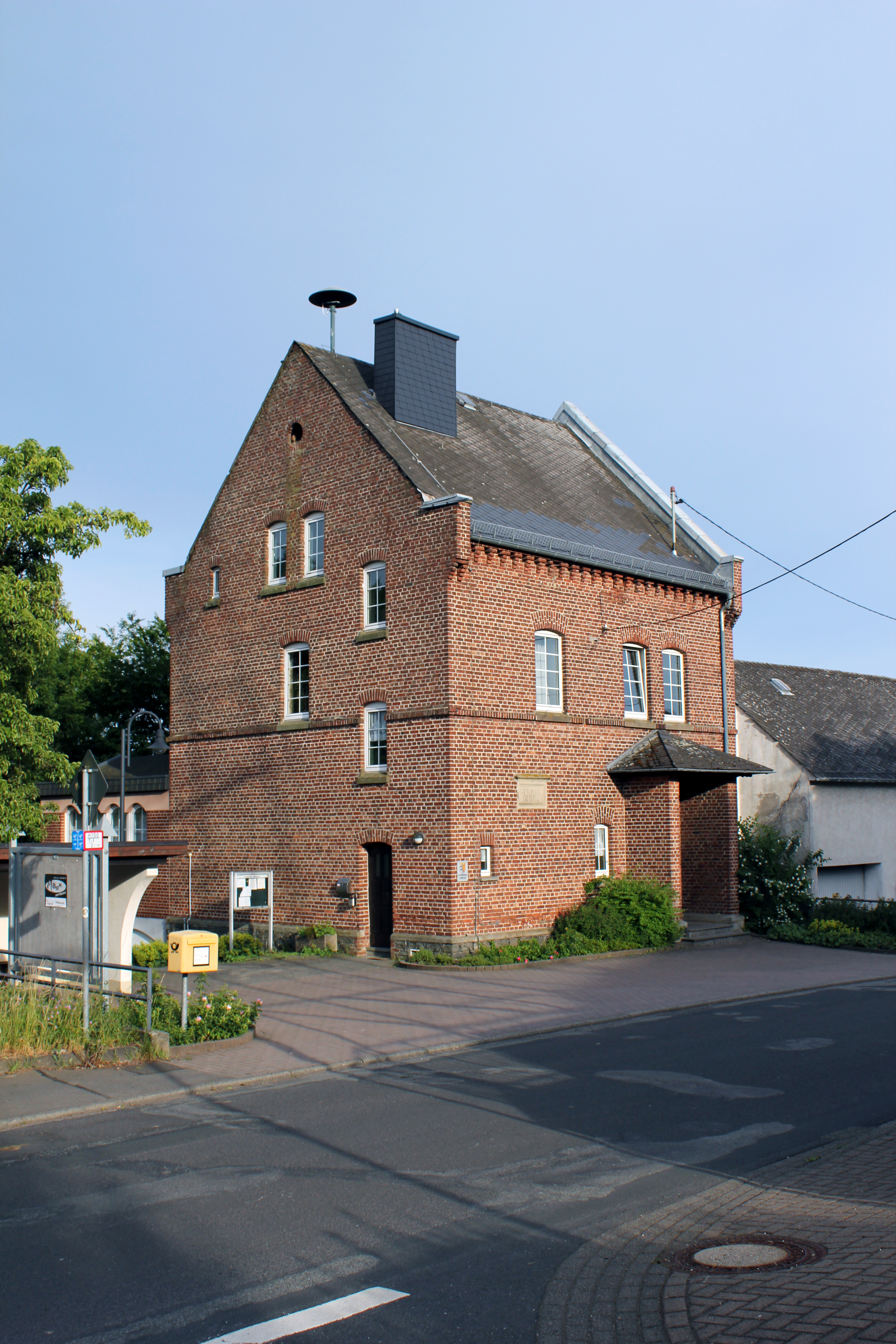
Alte Schule, erbaut 1900, heute Sitz des Bürgermeisteramts
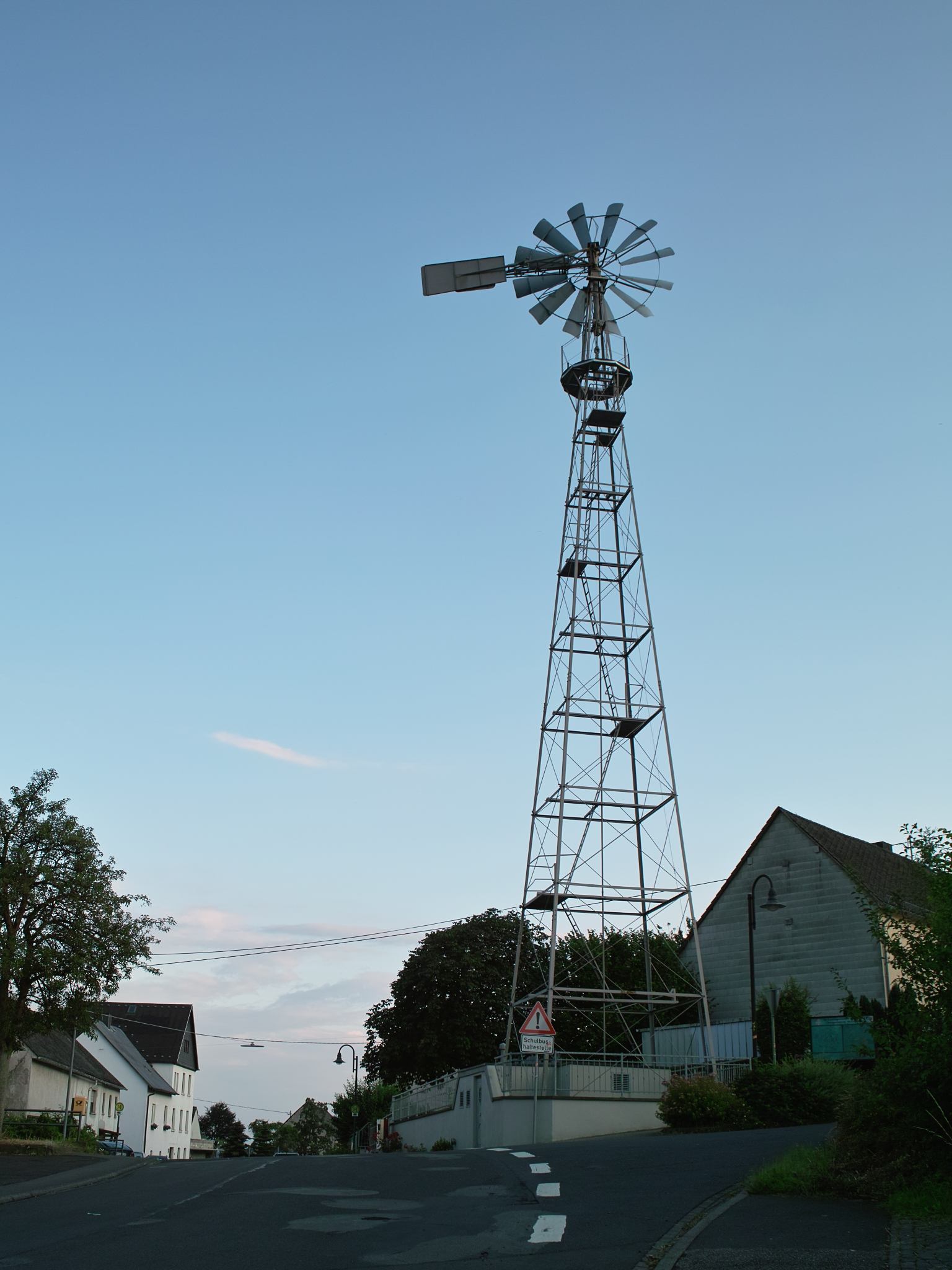
Weltersburger Wahrzeichen: das 1912 erbaute Windrad

siehe auch Liste der Kulturdenkmäler in Weltersburg

### Naturdenkmäler
Zwischen Weltersburg und Willmenrod liegt das Naturdenkmal Kranstein am Rande eines Basaltsteinbruchs.

## Wirtschaft und Infrastruktur

### Verkehr
- Südlich der Gemeinde verläuft die B 8, die von Limburg an der Lahn nach Hennef (Sieg) führt.
- Die nächste Autobahnanschlussstelle ist Montabaur an der A 3.
- Die nächstgelegene Anschlussmöglichkeit an den Eisenbahnverkehr ist der Bahnhof Westerburg in zwei Kilometern Entfernung, hier verkehrt die Linie RB90 (Westerwald-Sieg-Bahn) auf der Fahrtroute Limburg(Lahn) – Diez Ost – Westerburg – Hachenburg – Altenkirchen – Au(Sieg) – Wissen(Sieg) – Siegen nach dem Rheinland-Pfalz-Takt.
- Die nächstgelegene Anschlussmöglichkeit an den Eisenbahnfernverkehr ist der Bahnhof Montabaur an der Schnellfahrstrecke Köln–Rhein/Main sowie der Bahnhof Limburg Süd.

## Persönlichkeiten
- Gerhard Hecker (1926–2007), in Weltersburg geborener Sportwissenschaftler und Hochschullehrer